# Овсієвич Сергій
Сергі́й Овсі́євич (4 травня 1977, Херсон) — український шахіст, міжнародний гросмейстер (2000), призер чемпіонату України.

## Біографія
Народився 4 травня 1977 року в Херсоні. Шахову освіту здобував в Україні, перших значних результатів досяг у юнацькому віці. Вихованець заслуженого тренера Валерія Тельмана, який також готував міжнародних гросмейстерів, зокрема Анжелу Борсук, Наталію Жукову, Інну Гапоненко.
У 1993 році став чемпіоном України серед юнаків (Львів), а також посів 2–3 місце на чемпіонаті України серед чоловіків, ставши бронзовим призером.
Брав участь у зональних турнірах ФІДЕ 1993 та 1995 років, що проходили у Миколаєві, та 2000 року в Орджонікідзе.
Після одруження переїхав до Закарпатської області: спочатку мешкав у Берегові, згодом переселився до Мукачева.
Сергій Овсієвич неодноразово перемагав та здобував призові місця на міжнародних турнірах, зокрема:
- переможець «Ліхтенштейн опен», Трізен (2008)[3],
- переможець «Rheinland-Pfalz Open», Гау-Альгесгайм (2014)[4],
- переможець та бронзовий призер турнірів «VMCG-Schachfestival», Люнебург (2014, 2015)[5][6][7],
- переможець «Visma Chess Tournament», Векше (2016)[8],
- переможець «Банк Львів опен», Львів (2018)[9],
- переможець «Cassovia Open», Кошиці (2019)[10],
- переможець Меморіалу Рубінштейна, Поляниця-Здруй (2020)[11],
- переможець «Bautzener Türme Open», Бауцен (2023)[12].

## Турнірні результати

### Чемпіонати України
Сергій Овсієвич зіграв у п'ятьох фінальних турнірах чемпіонатів України, набравши загалом 34 очки з 54 можливих (+23-9=22).
| Рік  | Місто           | Турнір                 | + | − | = | Результат | Місце  |
| ---- | --------------- | ---------------------- | - | - | - | --------- | ------ |
| 1992 | Сімферополь     | 61-й чемпіонат України | 5 | 3 | 6 | 8 з 14    | 6      |
| 1993 | Донецьк         | 62-й чемпіонат України | 8 | 2 | 3 | 9½ з 13   | Bronze |
| 1994 | Алушта          | 63-й чемпіонат України | 3 | 1 | 5 | 5½ з 9    | 24—39  |
| 1995 | Дніпропетровськ | 64-й чемпіонат України | 4 | 1 | 4 | 6 з 9     | 7      |
| 2001 | Орджонікідзе    | 70-й чемпіонат України | 3 | 2 | 4 | 5 з 9     | 9—13   |

### Зональні турніри
| Рік  | Місто        | Турнір           | + | − | = | Результат | Місце |
| ---- | ------------ | ---------------- | - | - | - | --------- | ----- |
| 1993 | Миколаїв     | Зональний турнір | 2 | 5 | 4 | 4 з 11    | 25    |
| 1995 | Миколаїв     | Зональний турнір | 3 | 4 | 4 | 5 з 11    | 22    |
| 2000 | Орджонікідзе | Зональний турнір | 3 | 1 | 5 | 5½ з 9    | 6     |